# 生田重勝
生田 重勝(いくた しげかつ)は、戦国時代から安土桃山時代の武将。黒田氏の家臣。

## 略歴
元は隅田氏といい、大友氏に属する日向国の武士であった。元服前、同僚と喧嘩の末に殺害するという事件を起こしたため出奔する。その後は播磨姫路の黒田孝高を頼り、そこで賊を討つ功を立てたため、孝高に認められて家臣となった。摂津生田での合戦での戦功を賞され、以後は摂津の名所にちなんで生田の姓と木屋之助の名乗りを与えられた。その後も天正5年（1577年）佐用城の戦いで武功があった。文禄2年（1593年）朝鮮出兵に従い、第二次晋州城攻防戦で黒田長政を助けて戦う。慶長5年（1600年）黒田家が福岡藩に封じられると600石を与え、同地で没した。